# Nicolai Diordița
Nicolai Diordița (în rusă Николай Диордица; n. 17 mai 1956, Parcani, raionul Slobozia, RSS Moldovenească, URSS) este un militar (colonel) al forțelor armate ale Federației Ruse și pilot de testare rus de origine moldovenească (română), Erou al Federației Ruse (1995).

## Biografie
S-a născut în satul Parcani din raionul Slobozia, RSS Moldovenească, URSS (actualmente în Transnistria, Republica Moldova). În 1974 a fost înrolat în Armata Sovietică. În 1978, a absolvit Școala superioară de piloți a aviației militare din Harkov, după care a servit ca pilot-instructor.
În 1984, a absolvit Centrul de Instruire a Piloților de Testare din cadrul Institutul de Testare Științifică al Forțelor Aeriene, după care a efectuat zboruri de test. A participat activ la testarea și dezvoltarea a peste cincizeci de tipuri și modificări de aeronave. A stat la originea dezvoltării aviației bazate pe transportatori în URSS și Rusia, printre primii a efectuat zboruri pe cele mai noi, la acel moment, avioanele: Su25UTG și Su-33K, a aterizat pe portavionul „Admiral Kuznețov”. În 1988, a absolvit Institutul de Aviație din Moscova.
Prin decretul președintelui Federației Ruse din 17 august 1995, colonelului Nicolai Diordița i s-a acordat titlul de Erou al Federației Ruse cu medalia „Steaua de Aur” pentru „curaj și eroism arătat în timpul testării noilor tehnologii aeronautice”.
În 1995, a devenit șeful serviciului de testare a zborurilor al Direcției forțelor aeriene rusești. În 2003, a fost pensionat și s-a mutat la Mikoian-Gurevici. În prezent locuiește la Moscova, continuă să lucreze ca pilot de testare, predă. Pe 28 iulie 2012, a făcut prima aterizare pe portavionul INS Vikramaditya (fostul „Baku”) vândut Indiei în 2004.
Este pilot de test onorat al Federației Ruse. De asemenea, a fost decorat cu o serie de medalii.